# 정황 선생 신도비
정황 선생 신도비(丁熿 先生 神道碑)는 대한민국 전북특별자치도 장수군에 있는 신도비이다. 2004년 7월 30일 전라북도의 유형문화재 제202호로 지정되었다.

## 개요
신도비란 임금이나 고관의 평생업적을 기록하여 무덤가에 세워두는 것으로, 이 비는 조선 중기의 문신인 정황(1512∼1560)의 공적을 기리고 있다.
정황은 조선 중종 31년(1536) 친시(親試)에 합격하여 문원부정자(文院副正字)라는 관직에 올랐고 사간원정언(司諫院正言), 사헌부지평(司憲府持平), 병조형조정랑(兵曹刑曹正郞), 춘추관기주관(春秋館記注官)이 되었으며, 1560년 타계 후 숙종 34년(1708) 이조판서에 추증되었다.
비의 지대석은 4매를 맞춰 놓았으며, 귀부받침은 1매석인데 전면에는 2칸으로 구획하고, 측면은 3칸으로 구획하여 그 안에 연화 등의 꽃문양을 양각하고 있다. 귀부의 귀두는 비교적 섬세하게 잘 표현되었으며, 등에는 귀갑문이 시문되어 있으나 선명하지는 않다. 비신은 잘 마연되었고 보존상태도 양호한 편이다. 이수는 2마리의 반룡이 표현되어 있는데 역시 문양이 선명하지 못하며, 이수 상면에는 비교적 높은 보주장식이 있다.
영조 19년(1743)에 세워진 비석으로서 비문은 권상하가 지었다.

## 참고 자료
- 정황선생신도비 - 국가유산청 국가유산포털